# Wehrkreis IV
Het Wehrkreis IV (Dresden)  (vrije vertaling: 4e militaire district (Dresden)) was een territoriaal militaire bestuurlijke eenheid tijdens de Weimarrepubliek, en later van het nationaalsocialistische Duitse Rijk. Het bestond vanaf 1920 tot 1945.
Het Wehrkreis IV was verantwoordelijk voor de militaire veiligheid van zijn gebied en de bevoorrading en training van delen van het leger van de Reichswehr of de Wehrmacht in het gebied.
Het Wehrkreis IV omvatte Saksen. Het hoofdkwartier van het Wehrkreis IV was gevestigd in Dresden.
Het Wehrkreis IV werd opgedeeld in drie Wehrersatzbezirk (vrije vertaling: drie reserve militaire districten) Dresden, Chemnitz en Leipzig.

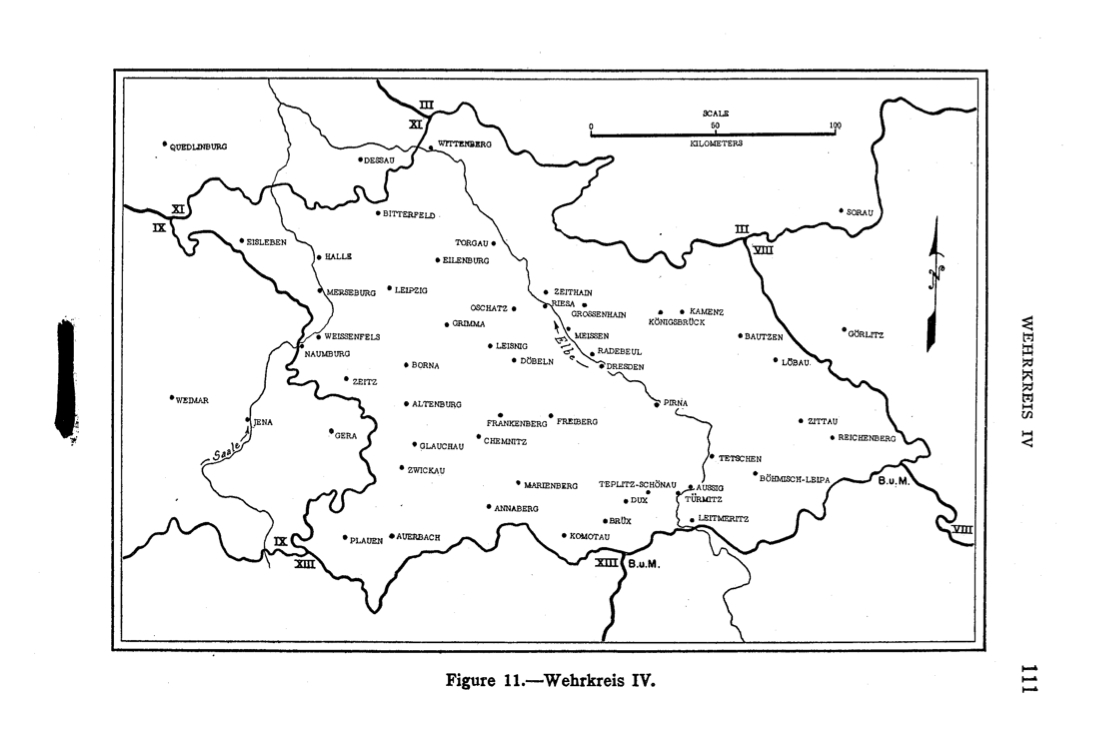
Kaart van het Wehrkreise IV in 1944.

## Bevelhebbers[3]
| Rang                      | Naam                       | Begin                                    | Eind                      | Opmerking                                |
| ------------------------- | -------------------------- | ---------------------------------------- | ------------------------- | ---------------------------------------- |
| Generalleutnant           | Georg Maercker             | 30 september 1919                        | 28 maart 1920             |                                          |
| Generalleutnant           | Paulus von Stolzmann       | 28 maart 1920 - 1 april 1920             | 16 juni 1921              |                                          |
| Generalleutnant           | Alfred Müller              | 16 juni 1921                             | 29 oktober 1925           | Overleden.                               |
| Generalleutnant           | Richard von Pawelsz        | 29 oktober 1925 - 1 november 1925        | 31 mei 1926               |                                          |
| Generalleutnant           | Erich Wöllwarth            | 1 juni 1926                              | 31 december 1928          |                                          |
| General der Infanterie    | Edwin von Stülpnagel       | 1 januari 1929                           | 1 november 1931           |                                          |
| Generalleutnant           | Curt von Gienanth          | 1 november 1931                          | 30 september 1933         |                                          |
| General der Infanterie    | Wilhelm List               | 1 oktober 1933                           | 4 februari 1938           |                                          |
| General der Infanterie    | Viktor von Schwedler       | 4 februari 1938                          | 26 augustus 1939          | Mobilisatie voor de Tweede Wereldoorlog. |
| General der Infanterie    | Alexander von Falkenhausen | 26 / 28 augustus 1939 - 1 september 1939 | 20 mei 1940 - 22 mei 1940 |                                          |
| General der Infanterie    | Erich Wöllwarth            | 20 mei 1940                              | 30 april 1942             |                                          |
| General der Infanterie    | Walter Schroth             | 30 april 1942                            | 1 maart 1943              |                                          |
| General der Infanterie    | Viktor von Schwedler       | 1 maart 1943                             | 31 januari 1945           |                                          |
| General der Infanterie    | Hans Wolfgang Reinhard     | 31 januari 1945                          | 10 april 1945             |                                          |
| General der Panzertruppen | Walter Krüger              | 10 april 1945                            | 8 mei 1945                |                                          |

## Stafchef van het Wehrkreis
| Rang           | Naam        | Begin          | Eind | Opmerking |
| -------------- | ----------- | -------------- | ---- | --------- |
| Oberstleutnant | Ludwig Beck | 1 oktober 1925 |      |           |

## Politieautoriteiten en SD-diensten
Het hoofdkantoor van de Höherer SS- und Polizeiführer (HSSPF) en de Inspekteur der Sicherheitspolizei und des SD (IdS) bevond zich in Dresden.
Höherer SS- und Polizeiführer (HSSPF):
- Udo von Woyrsch (20 april 1940 - 11 februari 1944[21][22][23])
- Ludolf-Hermann von Alvensleben (19 februari 1944 - april 1945[24])

Befehlshaber der Ordnungspolizei (BdO):
- Hans Podzum (maart 1944 - oktober 1944[25])
- Walther Oberhaidacher (oktober 1944 - 19 november 1944[26]),(m.d.W.d.G.b.)[26], (1 februari 1945 - 30 april 1945[26][27]),

Inspekteur der Ordnungspolizei (IdO)
- Otto von Oelhafen (1 december 1938 - 8 december 1939[28])
- Emil Höring[29] (16 december 1939 - 15 januari 1942[30][31])
- Ernst Hitzegrad (23 februari 1942 - 31 augustus 1943[29])
- Walter Gudewill[29][32] (1 september 1943 - maart 1944[33])

SD-eenheden:
- SD-Leitabschnitt Dresden
- SD-Abschnitt Leipzig
- SD-Abschnitt Chemnitz
- SD-Abschnitt Halle/Saale
- SD-Abschnitt Karlsbad
- SD-Leitabschnitt Reichenberg

## Höhere Kommandeur der Kriegsgefangenen
- SS-Gruppenführer en Generalleutnant in de Waffen-SS en politie Ludolf-Hermann von Alvensleben (1 oktober 1944 - april 1945[24][34])

## Afkortingen
- mit der Wahrnehmung der Geschäfte beauftragt (m.d.W.d.G.b.) - vrije vertaling: met de waarneming van de functie belast
- (BdO) Bevelhebber der Ordnungspolizei - vrije vertaling: Bevelhebber van de Ordepolitie
- (IdO) Inspecteur der Ordnungspolizei - vrije vertaling: Inspecteur van de Ordepolitie